# Fiat Justitia
Fiat Justitia (FJ) is een van oorsprong Nederlands juridisch studentenblad, uitgegeven door de Juridische Faculteitsvereniging Rotterdam. Sinds 2017 verschijnt Fiat Justitia alleen nog digitaal.

## Over Fiat Justitia
Fiat Justitia was een fullcolourtijdschrift, gemaakt in samenwerking met de Erasmus School of Law van de Erasmus Universiteit Rotterdam. Het blad verscheen viermaal per jaar in een oplage van 4.000 exemplaren en eenmaal per jaar in een oplage van 15.000 exemplaren. Fiat Justitia probeerde de lezer aan de hand van een centraal thema een kijkje te gunnen in de juridische keuken. Leden kregen het blad thuisgestuurd. Daarnaast werd het tijdschrift verspreid onder hoogleraren van de Erasmus School of Law, studenten van de Erasmus Universiteit en verscheidene advocatenkantoren.
Veel gerenommeerde personen hebben kleur weten te geven aan Fiat Justitia. Ter illustratie: oud-premier Jan Peter Balkenende werd geïnterviewd voor de editie van februari 2011, oud-premier Wim Kok, eurocommissaris Neelie Kroes en 'president van Europa' Herman Van Rompuy verleenden hun medewerking aan de editie van september 2010. Ook Dries van Agt, Ben Bot, Alex Brenninkmeijer, Hans Hoogervorst, Ernst Hirsch Ballin, Jan Kees de Jager, Henk Kamp, Ivo Opstelten, Jan Pronk, Alexander Rinnooy Kan, Mark Rutte, Ed van Thijn, Nout Wellink en de oud-president van de Europese Commissie José Manuel Barroso werden geïnterviewd.

## Digitaal
In 2017 werd Fiat Justitia volledig digitaal. Er worden geen papieren oplagen meer verstrekt. Op de website van de Juridische Faculteitsvereniging Rotterdam wordt iedere editie van Fiat Justitia digitaal gepubliceerd in pdf-formaat. Daarnaast is een digitaal archief beschikbaar.
In het academisch jaar 2019-2020 sloeg Fiat Justitia een bredere weg in. Niet alleen worden er sindsdien artikelen geschreven en interviews gehouden met vooraanstaande rechtsgeleerden, ook wordt er gewerkt aan exchangeblogs en worden via de sociale mediakanalen infographics gepubliceerd van belangrijke uitspraken.

## Redactie
De redactie van Fiat Justitia bestaat uit rechtenstudenten die studeren aan Erasmus School of Law, de rechtenfaculteit van de Erasmus Universiteit Rotterdam.

## Hoofdredacteuren
- 1988-1989: Jeroen van de Brande
- 1989-1990: Arend Lagemaat
- 1990-1991: Sjoerd Rutten
- 1991-1992: Tijn Dries
- 1992-1993: Anja IJlstra
- 1993-1994: Frederik Kunst
- 1994-1995: Liesbeth Brehm
- 1995-1996: Robert Grandia
- 1996-1997: Job van Maurik
- 1997-1998: Roberto Huertas
- 1998-1999: Coen Westermann
- 1999-2000: Andre Apistola
- 2000-2001: Martijn Pronk
- 2001-2002: Shadyra Francisca
- 2002-2003: Arthur van 't Hek
- 2003-2004: Rien Visscher
- 2004-2005: Caroline Ganzeboom
- 2005-2006: Sammy Rezai
- 2006-2007: Ruben Brouwer
- 2007-2008: Robert Goedhart
- 2008-2009: Patrick Slob
- 2009-2010: Lorenzo Favetta
- 2010-2011: Leendert Kloot
- 2011-2012: Daan de Wit
- 2012-2013: mr. Susanna Poutsma
- 2013-2014: Joachim Assenberg van Eijsden
- 2014-2015: Bas Neureiter Di Torrero
- 2015-2016: Laurens Hoek
- 2016-2017: Thomas Huykman
- 2017-2018: Eva Kooreman
- 2018-2019: Eva Kooreman
- 2019-2020: Björn de Haan
- 2020-2021: Sophie de Haan